# Microregione di Alto Teles Pires
Alto Teles Pires è una microregione dello Stato del Mato Grosso appartenente alla mesoregione di Norte Mato-Grossense.

## Comuni
Comprende 10 comuni:
- Boa Esperança do Norte
- Ipiranga do Norte
- Itanhangá
- Lucas do Rio Verde
- Nobres
- Nova Mutum
- Nova Ubiratã
- Santa Rita do Trivelato
- Sorriso
- Tapurah